# Blåröd guldstekel
Blåröd guldstekel (Chrysis fulgida) är en stekelart som beskrevs av Carl von Linné 1761. Arten ingår i släktet eldguldsteklar (Chrysis) och familjen guldsteklar (Chrysididae). Arten är reproducerande i Sverige.